# Sunny Days
Sunny Days är en singel av Armin Van Buuren med sång av Josh Cumbee. Singeln släpptes den 16 juni 2017 och låg som högst på 4:e plats på Nederlandse Top 40. Låten släpptes i Nederländerna av skivbolaget Armada Music som en digital nedladdning den 16 juni 2017. Låten är skriven av Armin Van Buuren, Benno de Goeij, Afshin Salmani, Josh Cumbee, Toby Gad och Gordon Groothedde, och den är producerad av van Buuren, Salmani, Cumbee och Gad.

## Låtlista
Digital nedladdning
| Nr | Titel                   | Längd |
| -- | ----------------------- | ----- |
| 1. | Sunny Days (Radio Edit) | 3:30  |

Digital nedladdning - extended club mix
| Nr | Titel                          | Längd |
| -- | ------------------------------ | ----- |
| 1. | Sunny Days (extended club mix) | 6:30  |

### Topplaceringar
| Lista (2017)                | Topplacering |
| --------------------------- | ------------ |
| Belgien (Ultratip Wallonia) | 10           |
| Holland (Dutch Top 40)      | 4            |
| USA (Billboard)             | 43           |